# Nouvelair

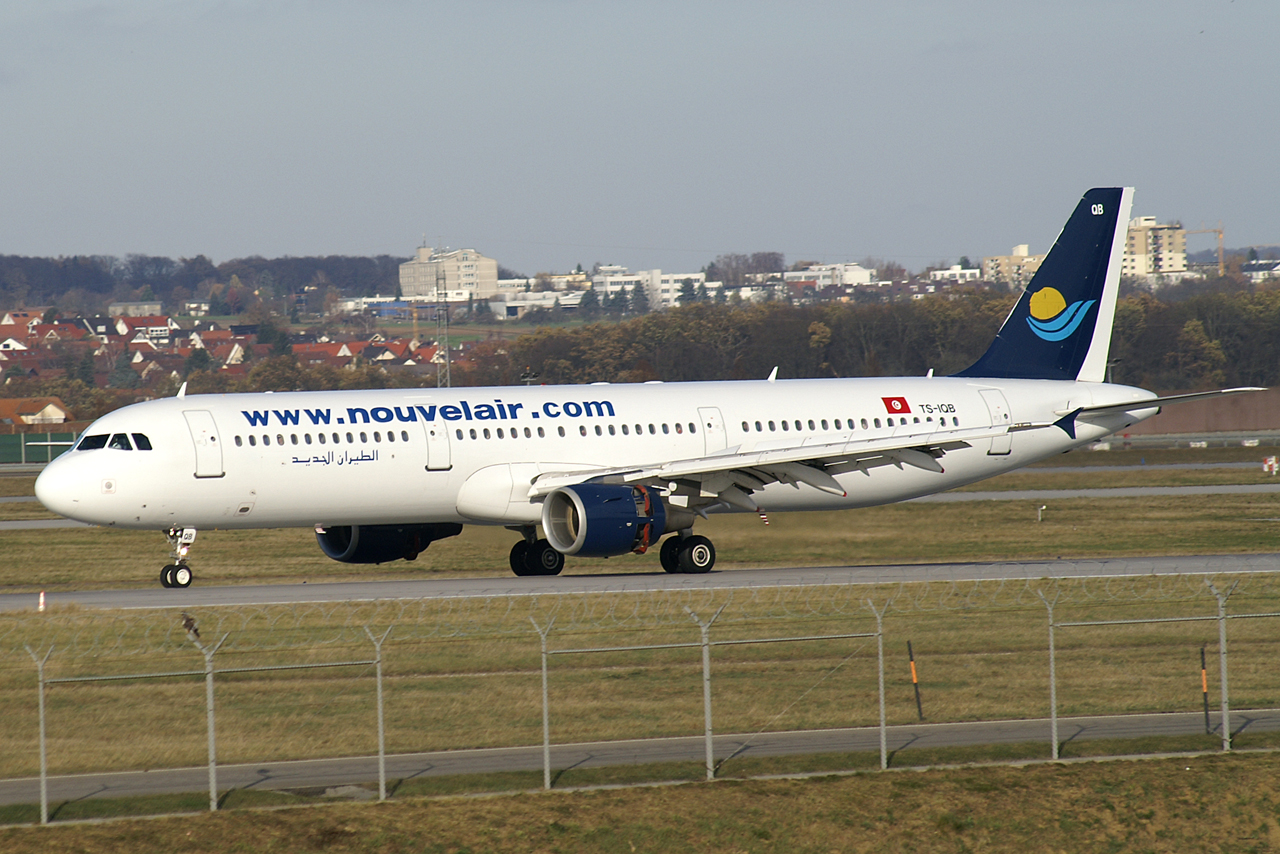
Nouvelair Airbus A321

Nouvelair – tunezyjska linia lotnicza, założona w 1989 z siedzibą w Monastyrze. Podstawowa baza przewoźnika znajduje się na lotnisku Habiba Burgiby w Monastyrze, a zapasowe huby w Tunisie (Tunis-Kartagina) oraz na Dżerbie.
Nouvelair wykonuje loty rejsowe i czarterowe.
Agencja ratingowa Skytrax przyznała liniom dwie gwiazdki.

## Flota
Według stanu na lipiec 2025 flota Nouvelair składała się z 16 samolotów o średnim wieku 14,7 lat:
| Samolot         | Samolot | Samolot   | Liczba miejsc | Liczba miejsc | Uwagi |
| Model           | Aktywne | Zamówione | E             | Łącznie       | Uwagi |
| --------------- | ------- | --------- | ------------- | ------------- | ----- |
| Airbus A320-200 | 14      | –         | 177           | 177           |       |
| Airbus A320-200 | 14      | –         | 180           | 180           |       |
| Airbus A320neo  | 2       | –         | 186           | 186           |       |
| Łącznie         | 16      | 0         |               |               |       |